# Дыбще
Дыбще (укр. Дибще) — село в Козовской поселковой общине Тернопольского района Тернопольской области Украины.
До 2020 года входило в Козовский район.
Код КОАТУУ — 6123083201.

## Географическое положение
Село Дыбще находится на расстоянии в 0,5 км от села Комаровка, в 1 км от села Козовка и в 3 км — от посёлка Козова. Рядом проходит автомобильная дорога М-12 (E 50).

## История
Первое письменное упоминание села — 1454 год. Дата основания 1447 год.

## Население
Население по переписи 2001 года составляло 836 человек, в 2003—349 чел., в 2020 году 723 чел..

## Инфраструктура
В селе работают школа I—II ступени, детский сад, клуб, фельдшерско-акушерский пункт, два магазина. Церковь святой мученицы Параскевы (построена в 1873 году).